# Wally Pfister
Wally Pfister (Chicago, Illinois 1961. július 8. –) amerikai operatőr. Legismertebb munkái a Batman: Kezdődik! és A tökéletes trükk. Mindkét filmen végzett munkájáért Oscar-díjra jelölték két egymást követő évben (2006 és 2007). Pfister állandó munkatársa Christopher Nolan rendezőnek, a fenti két művön kívül a Mementó és az Álmatlanság képei is az ő nevéhez fűződnek, akárcsak F. Gary Gray Az olasz meló (2003) című rendezésének felvételei.

## Elismerések

### Díjak
- Santa Monica Film Festival
  - 2000. legjobb operatőr (The Hi-Line)

### Jelölések
- Oscar-díj
  - 2007. legjobb fényképezés (A tökéletes trükk)
  - 2006. legjobb fényképezés (Batman: Kezdődik!)
- American Society of Cinematographers, USA
  - 2006. legjobb fényképezés, mozifilm (Batman: Kezdődik!)
- Independent Spirit Awards
  - 2002. legjobb fényképezés (Mementó)